# 히에쓰 지진
히에쓰 지진(飛越地震)은 1858년 4월 9일(안세이 5년) 오전 1시 경 엣추국-히다국 국경(현 도야마현-기후현 현경)의 아토쓰가와 단층에서 일어난 규모 M7.0-7.1 가량의 지진이다. 안세이 히에쓰 지진(安政飛越地震)이라고도 불린다. 히에쓰(飛越)라는 단어는 엣추와 히다를 합쳐 줄인 말이다.
호쿠리쿠 지방(후쿠이현, 이시카와현, 도야마현)을 중심으로 주부 지방 북부 지역에 막대한 피해를 입었다. 사망자 246명, 부상자 646명이며 주택 붕괴, 유실 대략 2,190채라는 기록이 남아 있다. 도야마번 무사의 체험기에는 지면이 계단처럼 융기하여 물이나 모래가 뿜어나왔다는 등과 같은 피해 상황이 기록되어 있다.

## 지진
이 지진은 기후현 북부, 도야마현 경계와 가까운 지역에 있는 아토쓰가와 단층의 활동으로 일어난 것으로 추정되며 이 단층 주변에서는 진도7에 달하는, 가옥붕괴율이 50%가 넘었으며 나카자와 및 모리야스 지역에서는 100%를 기록한 곳도 있었다. 지진의 규모에 대해서는 여러 설이 존재하는데 우사미 교수나 일본 지진조사위원회에서는 규모 M7.0-7.1로 추정하며 마쓰우라 교수는 M7.3-7.5 규모로 추정하였다.
또한 고문서 기록에 따르면 히에쓰 지진은 한번 크게 일어난 지진이 아닌 이중지진으로 추정되는데 현대의 교토부에서 나가노현 오마치 사이 넓은 범위에서 일본 기상청 진도 계급 진도5에 달하는 지진을 느낀 것으로 추정된다. 고마쓰 바라 교수는 2015년 연구에서 피해 상황을 볼 때 아토쓰가와 단층 위에서 첫 번째 지진이 일어났으며 미보로 단층에 두 번째 지진이 일어난 것이라고 주장한다.
3년 전인 1855년 3월 18일(안세이 2년 2월 1일)에는 같은 히다국 지역에서 규모 M6.8급의 히다 지진이 일어났었다. 또한 히에쓰 지진은 1854년 안세이 도카이 지진의 영향을 받은 지진으로 진원지 및 여진 영향권 밖에 일어난 유발지진으로 추정된다.

## 피해
도야마현의 다테산 연봉에서는 일본 3대산악 붕괴 중 하나로 불리는 돈비산 붕괴(鳶山崩) 또는 오톤비 붕괴(大鳶崩れ) 라는 대형 산사태가 일어나 돈비산의 일부였던 오톤비 산과 고톤비 산이 소멸했고 다테산 칼데라에 대량의 토사가 흘러왔다고 한다. 이렇게 흘러나온 토사로 조간지 강이 막혀, 4월 23일, 6월 8일 두 번에 걸쳐 각각 여진과 규모 M5.7급의 유발지진이 일어나 자연 댐이 무너져 하류의 평야지대에 큰 피해를 가져왔다. 이 홍수로 3만석 이상에 해당하는 논이 흙더미에 묻히고 다수의 사망자와 가옥 유실 피해가 일어났다. 첫 번째의 홍수에서 농지들이 묻혀 복구 공사중에 2번째의 홍수로 인해 인부들이 익사하여 피해가 더 커졌다. 그 외에도 진즈강이나 구로베강 등 일본 각지에서 강이 폐색호로 막히는 일이 일어났다.

## 같이 보기
- 안세이 대지진
- 일본의 지진 목록

## 참고 문헌
- 廣瀬誠『地震の記憶 安政五年大地震大水災記』桂書房、2000年2月、ISBN 4-905564-13-1
- 災害教訓の継承に関する専門調査会報告書 平成20年3月 -1858 飛越地震- 中央防災会議
- 棚田俊收、丹保俊哉：安政飛越地震と跡津川断層 神奈川県温泉地学研究所 観測だより第59号